# Лейк-Небагамон (Вісконсин)
Лейк-Небагамон (англ. Lake Nebagamon) — селище (англ. village) в США, в окрузі Дуглас штату Вісконсин. Населення — 1123 особи (2020).

## Географія
Лейк-Небагамон розташований за координатами 46°30′2″ пн. ш. 91°42′10″ зх. д. / 46.50056° пн. ш. 91.70278° зх. д. (46.500465, -91.702782).  За даними Бюро перепису населення США в 2010 році селище мало площу 37,15 км², з яких 32,64 км² — суходіл та 4,51 км² — водойми.

## Демографія
Згідно з переписом 2010 року, у селищі мешкало 1069 осіб у 446 домогосподарствах у складі 321 родини. Густота населення становила 29 осіб/км².  Було 775 помешкань (21/км²).
Расовий склад населення:
| - 95,9 % — білих - 0,9 % — азіатів - 0,4 % — чорних або афроамериканців - 0,3 % — корінних американців |

До двох чи більше рас належало 2,0 %. Частка іспаномовних становила 0,7 % від усіх жителів.
За віковим діапазоном населення розподілялося таким чином: 22,2 % — особи молодші 18 років, 62,9 % — особи у віці 18—64 років, 14,9 % — особи у віці 65 років та старші. Медіана віку мешканця становила 47,5 року. На 100 осіб жіночої статі у селищі припадало 110,4 чоловіків;  на 100 жінок у віці від 18 років та старших — 111,2 чоловіків також старших 18 років.
Середній дохід на одне домашнє господарство  становив 73 873 долари США (медіана — 61 694), а середній дохід на одну сім'ю — 84 541 долар (медіана — 65 795). Медіана доходів становила 57 833 долари для чоловіків та 34 479 доларів для жінок. За межею бідності перебувало 4,6 % осіб, у тому числі 4,4 % дітей у віці до 18 років та 3,4 % осіб у віці 65 років та старших.
Цивільне працевлаштоване населення становило 539 осіб. Основні галузі зайнятості: освіта, охорона здоров'я та соціальна допомога — 18,6 %, роздрібна торгівля — 16,9 %, фінанси, страхування та нерухомість — 12,2 %, транспорт — 11,5 %.